# 우자둬

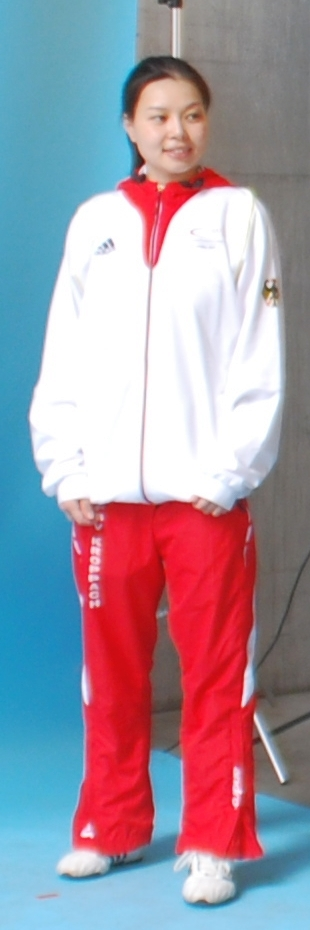

우자둬(Wu Jiaduo, 吳佳多, 1977년 9월 19일 ~ )는 중국 절강성에서 태어난 독일의 탁구 선수다. 2010년 러시아 모스크바 세계선수권대회에서 단체 동메달을 획득하였다.

## 참조
- 국제탁구연맹기록